# Крумін Гаральд Іванович
Гаральд Іванович Крумін (Круміньш) (21 липня 1894, село Сунцельн (Сунтажі) Ризького повіту Ліфляндської губернії, тепер Латвія — 17 травня 1943, виправно-трудовий табір в Комі АРСР, тепер Республіка Комі, Російська Федерація) — радянський партійний діяч, журналіст, економіст, літератор, відповідальний редактор газети ««Экономическая жизнь», відповідальний редактор газети «Известия». Член Центральної контрольної комісії ВКП(б) у 1930—1934 роках.

## Біографія
Народився в родині сільського вчителя. У 1905 році закінчив парафіяльну школу і поступив в Ризьку гімназію.
Член Латиської соціал-демократичної робітничої партії (РСДРП(б)) з 1909 року.
У 1910 році під час обшуку у Гаральда Круміна знайдена нелегальна марксистська література, його виключили з гімназії і вислали під нагляд місцевого священика на острів Езель, де він продовжив вчитися в місцевій гімназії. Однак в 1912 році його виключили і з цієї гімназії за «неблагонадійність».
У 1913 році закінчив гімназію в Пернові (Пярну). Поступив на історико-філологічний факультет Петербурзького університету. Був одним з активних членів партійної організації латиського більшовицького району «Прометей» в Петербурзі. Публікував у «Правді» статті, замітки, кореспонденції.
У 1916 році після закінчення історико-філологічного факультету Петроградського університету знову зазнав переслідувань, нелегально проживав у Пскові. У 1916 році в Москві працював у підпільному латиському районі (Північна група) Московського комітету РСДРП(б) і Пресненського комітету РСДРП(б).
Після Лютневої революції 1917 року спільно з групою відомих латиських революціонерів організував видання органу латиських більшовиків газети «Соціал-демократ» і увійшов до складу її редакції.
Під час жовтневого перевороту 1917 року — член Міського районного військово-революційного комітету Москви, член Латиського революційного центру в Москві. Очолював колектив редакції «Известия ВРК Городского района» Москви, співпрацював у газеті «Деревенская правда».
З березня 1918 року — завідувач редакційно-видавничого відділу Вищої ради народного господарства РРФСР тв редактор журнал «Народное хозяйство». 
У вересні 1919 — червні 1929 року — відповідальний редактор газети ««Экономическая жизнь». У 1921—1922 роках — член Ради праці і оборони РРФСР.
У серпні 1928 — липні 1930 року — член Бюро редакції газети «Правда».
26 липня 1930 — 24 квітня 1931 року — відповідальний редактор газети «Известия».
З травня 1931 року — заступник голови Уральської обласної контрольної комісії ВКП(б).
У 1932 — січні 1934 року — голова Уральської обласної планової комісії та заступник голови виконавчого комітету Уральської обласної ради.
У січні 1934 — серпні 1935 року — голова Челябінської обласної планової комісії та заступник голови виконавчого комітету Челябінської обласної ради.
У серпні 1935 — 1937 року — заступник головного редактора Великої Радянської Енциклопедії, відповідальний редактор журналу «Проблемы экономики», лектор Вищої школи партійних організаторів при ЦК ВКП(б) та лектор Інституту заочного навчання при ЦК ВКП(б).
У січня 1938 року заарештований органами НКВС. Засуджений Воєнною колегією Верховного суду СРСР засуджений до 10 років ув'язнення у виправно-трудових таборах. Відбував покарання Котлаському таборі в Комі АРСР, де загинув 17 травня 1943 року.
Посмертно реабілітований в 1955 році.

## Твори
- Організація і управління виробництвом, [М., 1920];
- Нова економічна політика в промисловості, М., 1922;
- Шляхи господарської політики, М., 1924;
- У боротьбі за соціалізм, М., 1926;
- Основні питання господарства і опозиція, М., 1927;
- Підсумки і проблеми соціалістичного будівництва, М.-Л., 1927;
- Про НЕП, М.- Л., 1929;
- Боротьба за індустріалізацію і завдання партії, М.-Л., 1929.